# Conoidea
Conoidea là một liên họ ốc biển, là động vật thân mềm chân bụng sống ở biển trong phân bộ Hypsogastropoda.

## Các họ
Các họ và phân họ trong liên họ này gồm:
- Clavatulidae Clay, 1853
- Conidae Rafinesque, 1815
  -     - Coninae - cone snails
    - Clathurellinae
    - Conorbiinae
    - Mangeliinae
    - Oenopotinae
    - Raphitominae
- Drilliidae Olsson, 1964
- Pseudomelatomidae Morrison, 1964
- Strictispiridae McLean, 1971
- Terebridae Mörch, 1852 - auger shells
- Turridae H. Adams & A. Adams, 1853 (1838) - turrids

## Hình ảnh

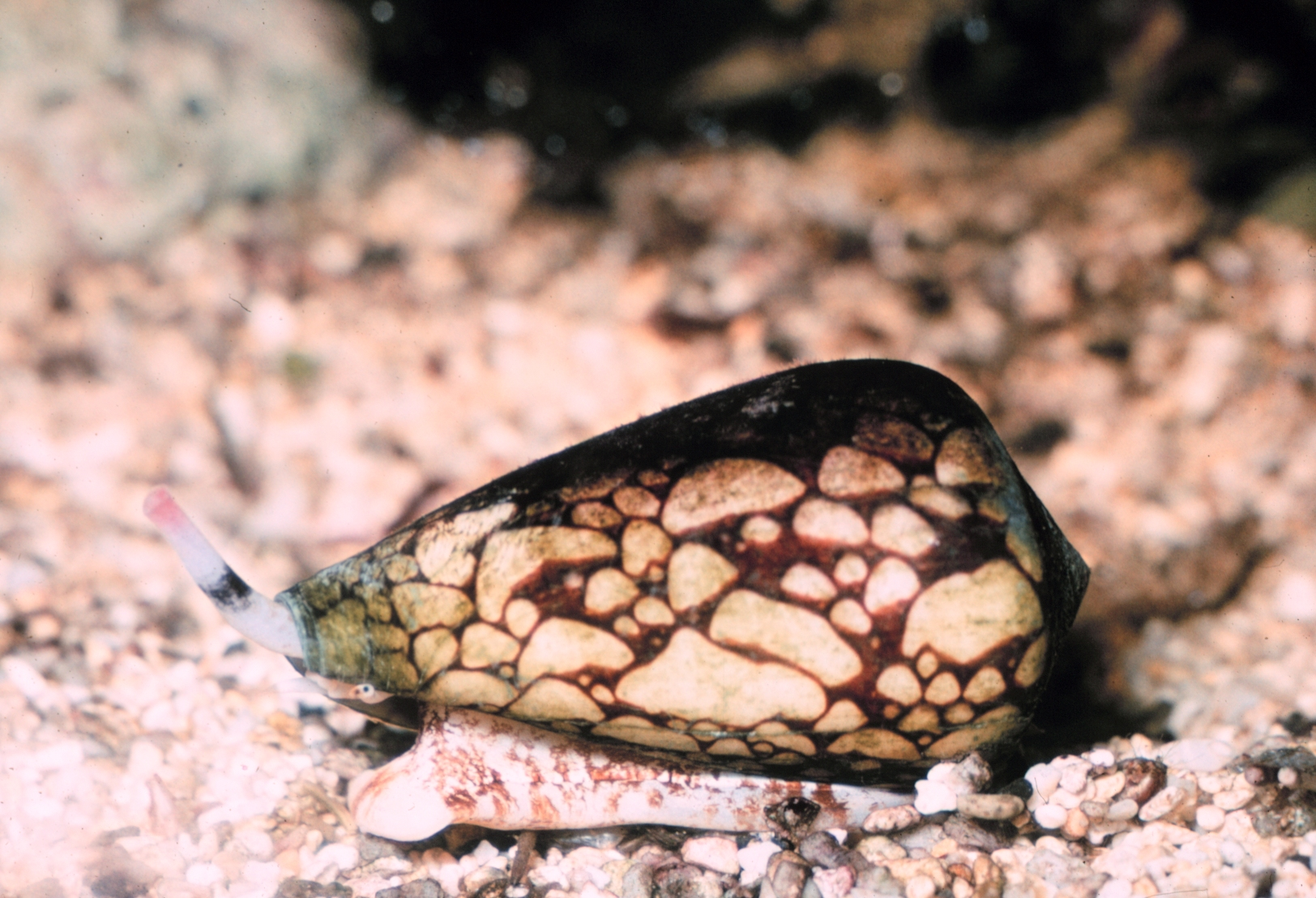
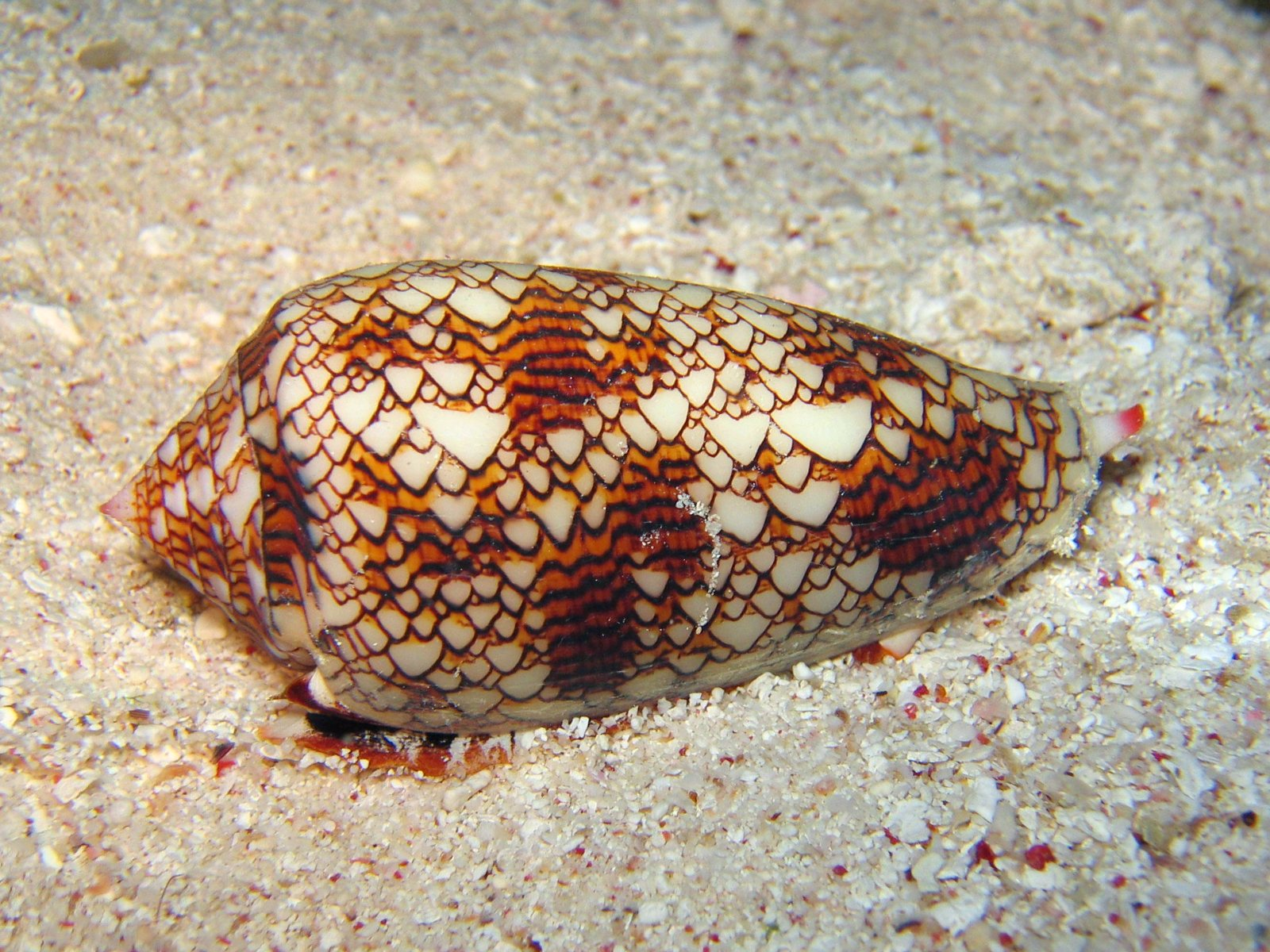
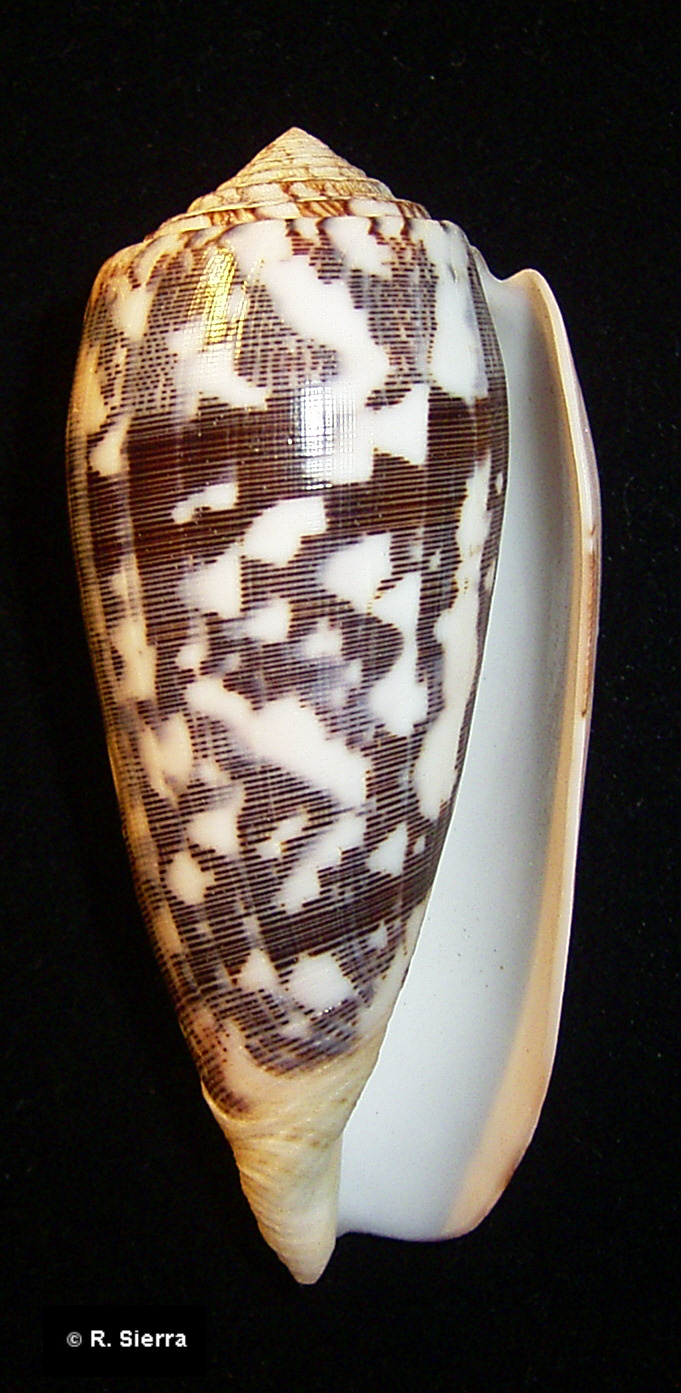